# Porina alba
Porina alba är en lavart som först beskrevs av R. Sant., och fick sitt nu gällande namn av Lücking. Porina alba ingår i släktet Porina och familjen Porinaceae.   Inga underarter finns listade i Catalogue of Life.